# Bill Nankeville
George William „Bill” Nankeville (ur. 24 marca 1925 w Guildford, zm. 8 stycznia 2021 w Laleham) – brytyjski lekkoatleta, średniodystansowiec, medalista mistrzostw Europy z 1950.
Zajął 6. miejsce w biegu na 1500 metrów na igrzyskach olimpijskich w 1948 w Londynie.
Zdobył brązowy medal na tym dystansie na mistrzostwach Europy w 1950 w Brukseli, przegrywając jedynie z Wimem Slijkhuisem z Holandii i Patrickiem El Mabroukiem z Francji. Ustanowił wówczas rekord Wielkiej Brytanii czasem 3:48,0.
Na igrzyskach olimpijskich w 1952 w Helsinkach odpadł w półfinale biegu na 1500 metrów.
Trzykrotnie ustanawiał rekordy świata w konkurencjach sztafetowych: w sztafecie 4 × 880 jardów z czasem 7:30,6 (Londyn, 26 września 1951, skład: Nankeville, Albert Webster, Frank Evans i John Parlett), w sztafecie 4 × 1500 metrów czasem 15,27,2 (Londyn, 23 września 1953, skład: Ralph Dunkley, David Law, Gordon Pirie i Nankeville) i sztafecie 4 × 1 mila czasem 16:41,0 (Londyn, 1 sierpnia 1953. skład: Christopher Chataway, Nankeville, Donald Seaman i Roger Bannister).  
Był mistrzem Wielkiej Brytanii (AAA) w biegu na milę w 1948, 1949, 1950 i 1952, wicemistrzem w 1951 oraz brązowym medalistą w 1947 i 1953.
Jego rekord życiowy w biegu na 1500 metrów wynosił 3:46,1 (3 września 1953 w Sztokholmie), a w biegu na milę 4:07,4 (9 września 1953 w Londynie).
Syn Nankeville’a Bobby Davro jest telewizyjnym komikiem i aktorem.